# Новая Кошара
Новая Кошара (бел. Новая Кашара) — деревня в Дворецком сельсовете Рогачёвского района Гомельской области Беларуси.

## География

### Расположение
В 18 км на запад от районного центра и железнодорожной станции Рогачёв (на линии Могилёв — Жлобин), 139 км от Гомеля.

## Транспортная сеть
Рядом автодорога Бобруйск — Гомель. Планировка состоит из короткой улицы, близкой к меридиональной ориентации и застроенной деревянными усадьбами.

## История
Основана в начале 1920-х годов, когда хутора деревни Кошара выделились в отдельный населённый пункт под названием Новая Кошара. В 1931 году жители вступили в колхоз. Во время Великой Отечественной войны каратели в 1944 году сожгли 20 дворов, убили жителя. 7 жителей не вернулись с фронтов. Согласно переписи 1959 года в составе колхоза «Ленинская жизнь» (центр — деревня Кошара).

## Население

### Численность
- 2004 год — 18 хозяйств, 39 жителей.

### Динамика
- 1925 год — 23 двора.
- 1940 год — 48 дворов, 242 жителя.
- 1959 год — 92 жителя (согласно переписи).
- 2004 год — 18 хозяйств, 39 жителей.